# Dan Pița
Dan Pița, född 11 oktober 1938 i Dorohoi, är en rumänsk filmregissör och manusförfattare. Han slog igenom på 1970-talet och har utmärkt sig med realistiska och samhällskritiska filmer. Han tilldelades Silverlejonet för bästa regi vid filmfestivalen i Venedig 1992 för sin film Hotel de lux.

## Liv och gärning
Dan Pița blev tidigt förknippad med regissörer som Lucian Pintilie och Mircea Daneliuc. De slog alla igenom omkring 1970 och deras filmer kännetecknades av minimalism och realism. Pițas tidiga filmer gjordes ofta i samarbete med Mircea Veroiu. Hans film Pas în doi fick ett hedersomnämnande vid filmfestivalen i Berlin 1986.
I omvälvningarna efter rumänska revolutionen 1989 fick Pița ett betydande inflytande över den rumänska filmindustrin som chef för det statliga produktionsbolaget Solaris film. Han blev i och med detta ifrågasatt i pressen för att ge en ofördelaktig bild av landet och för att vara en "dinosaurie". Han blev återigen hyllad när han utkom med filmen Hotel de lux 1992, som handlar om ett hotell som allegoriskt styrs efter marxistiska ideal. Filmen fick Silverlejonet vid filmfestivalen i Venedig 1992, och sågs tillsammans med Pintilies Balanța från samma år som en återkomst för rumänsk kvalitetsfilm. På senare år har Pița bland annat filmatiserat litteraturklassiker av Mircea Eliade och Panait Istrati.

## Filmregi
- Paradisul (1967)
- După-amiază obișnuită (1968)
- Viața în roz (1969)
- Apa ca un bivol negru (1970)
- Nunta de piatră 2 - La o nuntă (1972)
- August în flăcări (1973) - TV-film
- Duhul aurului (1974)
- Filip cel Bun (1975)
- Tănase Scatiu (1976)
- Mai presus de orice (1978)
- Profetul, aurul și ardelenii (1978)
- Bietul Ioanide (1979)
- Pruncul, petrolul și ardelenii (1981)
- Concurs (1982)
- Fjättrad rättvisa (Dreptate în lanțuri) (1983)
- Faleze de nisip (1983)
- Pas în doi (1985)
- Rochia albă de dantelă (1988)
- Autor anonim, model necunoscut (1989)
- Noiembrie, ultimul bal (1989)
- Hotel de lux (1992)
- Pepe & Fifi (1994)
- Eu sunt Adam (1996)
- Omul zilei (1997)
- Femeia visurilor (2005)
- Second hand (2005)
- Ceva bun de la viață (2011)
- Kira Kiralina (2014)